# Weltschmerz
Weltschmerz (tyska för världssmärta) är ett av den tyske författaren Jean Paul myntat begrepp, vilket avser insikten hos dem som anser att den fysiska verkligheten inte kan tillfredsställa själens behov. Denna pessimistiska och melankoliska världsåskådning var vanlig bland romantikens författare, såsom Lord Byron, Giacomo Leopardi, François-René de Chateaubriand, Alfred de Musset, Nikolaus Lenau och Heinrich Heine.
Den moderna användningen av Weltschmerz i tyskan avser den psykiska smärtan av sorg som kan komma av insikten av sin egen svaghet och otillräcklighet i förhållande till världens grymhet och ondska. Weltschmerz i denna betydelse kan uppträda tillsammans med uppgivenhet och verklighetsflykt.